# 中国陶瓷业

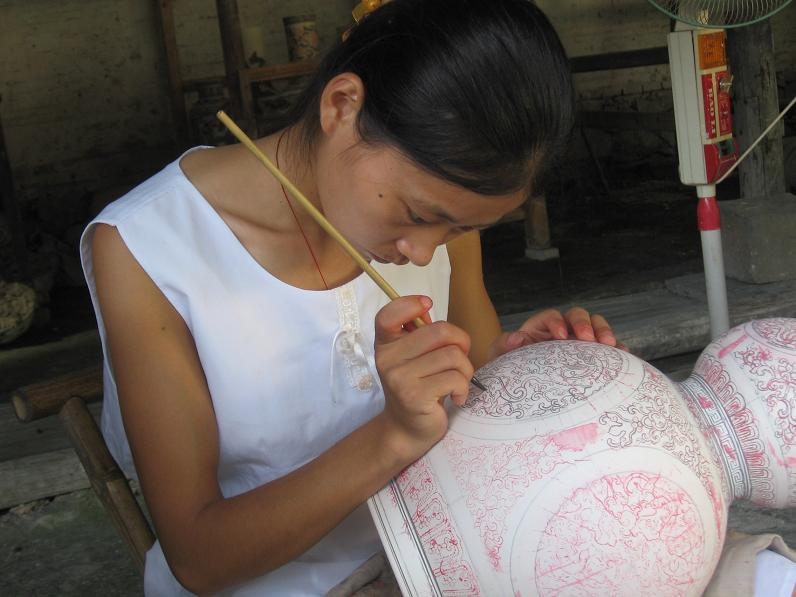
景德镇瓷器生产车间的彩绘女工

中国陶瓷业与采矿业、金属冶炼业、纺织业、药材加工业并称为中国古代五大重要手工业。明清时期，中国制瓷技术达到历史巅峰，景德镇窑成为世界陶瓷中心。近代以来，中国陶瓷业逐渐没落，直到改革开放后又发展起来。目前，中国工艺陶瓷、建筑陶瓷、日用陶瓷的产销量均位居世界第一。
2016年，中国各类陶瓷出口2125.7万吨，出口额165.06亿美元。 其中，艺术陶瓷累计出口29.9万吨，出口额15.1亿美元；日用陶瓷出口量为190.2万吨，出口额累计54.4亿美元；卫生陶瓷出口123.9万吨，出口额30.8亿美元；墙地砖累计出口1729万吨，出口额55.3亿美元；特种陶瓷出口52.7万吨，出口额9.44亿美元。

## 历史

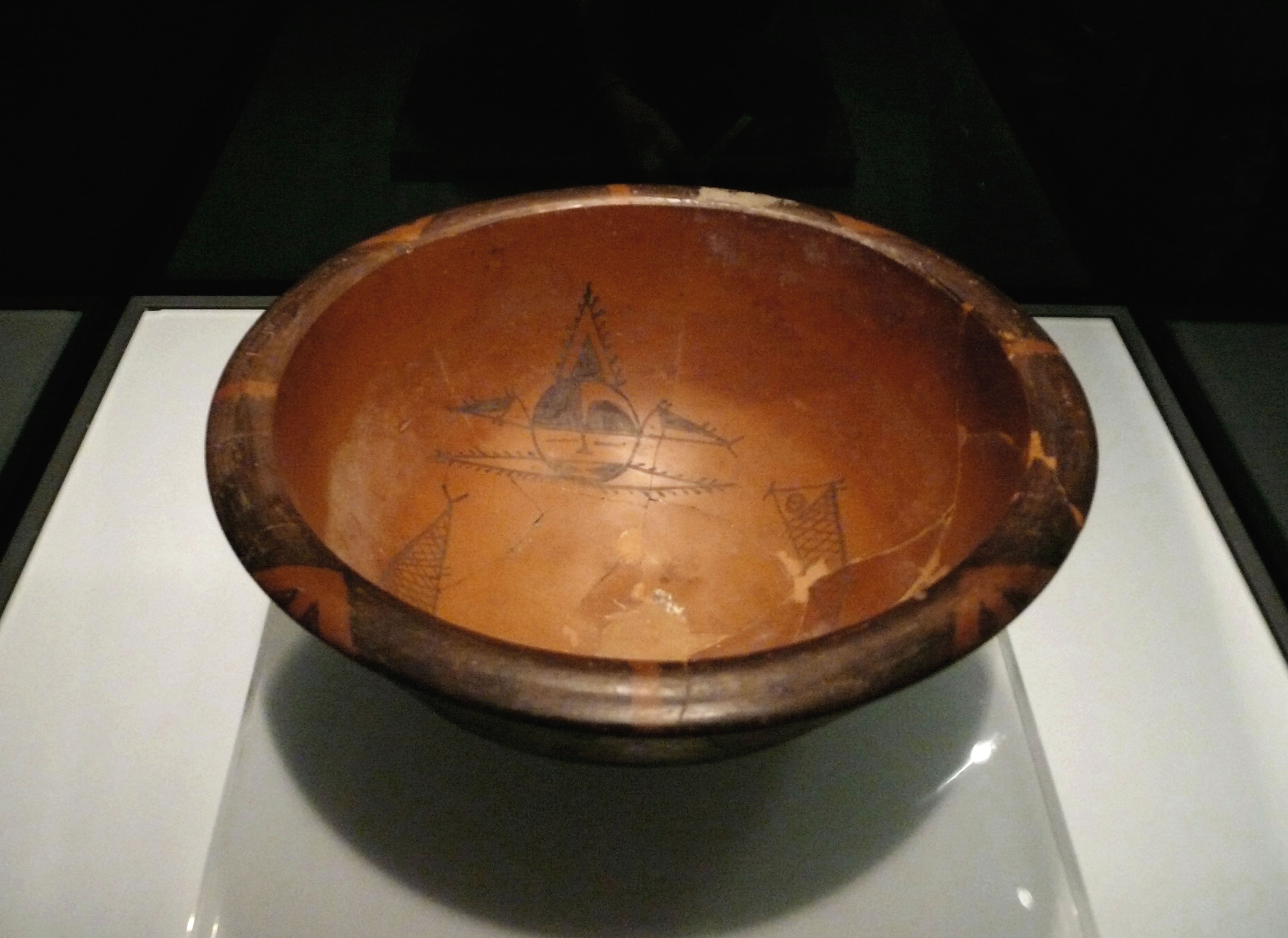
半坡遗址出土的仰韶文化彩陶人面鱼纹盆

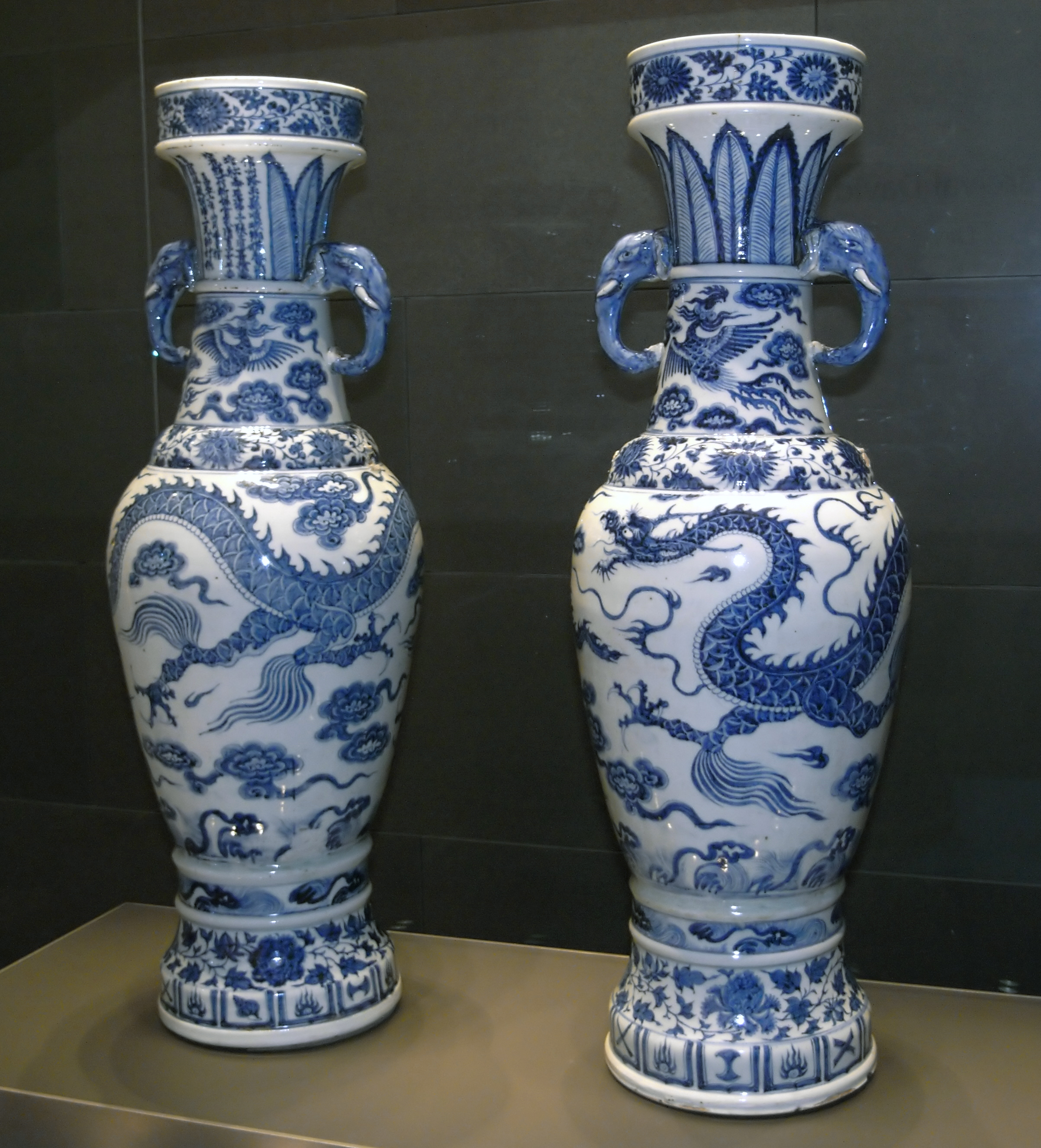
1351年（元代）景德镇窑出品的一对青花瓷大花瓶，被称为“世界上最知名的瓷器”

中国早在8000年前就开始烧制陶器，6000年前的仰韶文化时期就可以使用慢速陶輪，制作出艺术价值较高的彩陶；而4000年前的龍山文化時期则掌握了快輪技術，制造出器壁“薄如蛋壳”的黑陶。新石器时代的陶器，根据表面颜色分为红陶、灰陶、白陶、彩陶、黑陶等几大类。其中红陶在新石器时代早期发现较多，一般以手制成型，外观粗糙，呈红色或红褐色，烧成温度低，为最原始的的陶器；灰陶与红陶的胎土成分一样，但需要控制空气量，直到新石器时代晚期才普及；而白陶则以高嶺土為原料，胎骨和器表均呈白色，新石器時代早期即出現，夏、商時發展至鼎盛，商以後逐漸少。
商周时期，手工制陶开始脱离农业独立发展，产品多为灰陶，并出现了带有釉的“原始瓷器”。春秋时期灰陶的器表以红、白、黑等颜料绘画或刻入纹样，称为加彩灰陶。秦始皇兵马俑也属于加彩灰陶。东汉出现了青瓷和黑瓷，北齐出现了白瓷。隋唐时代的三彩历史闻名，曾输出到日本、波斯湾、埃及等地。宋代是中国陶瓷史上的黄金时代，定、汝、官、哥、钧五大名窑瓷器至今仍享有盛名，此外还有磁州窑、耀州窑和景德镇窑。
元代开始使用氧化钴颜料，在白地上以青蓝色做图案，烧制青花瓷，深受伊斯兰世界喜爱，并烧制琉璃器和法华器作为建筑陶瓷。明代，景德镇窑成为中国陶瓷业的中心。到了清代，中国陶瓷在成形和施釉技术、描绘技法等方面都达到了历史巅峰。近代以来，随着工业革命带来的生产方式的改变，传统陶瓷业在生产方式上遭遇了困境，需要进行转型。

## 艺术陶瓷
艺术（陈列）陶瓷，也称工艺陶瓷，承载着中国数千年陶瓷文化底蕴，也奠定了中国陶瓷在国际上的地位。中国传统艺术陶瓷种类繁多，按材质可划分为：炻瓷、青瓷、骨瓷、高白玉瓷、白瓷、黑陶瓷等；按生产工艺可划分为：青花瓷、中国红瓷、釉下五彩瓷、毛瓷、刻花瓷等；按窑口则划分有：景德镇、醴陵瓷、德化瓷、汝瓷、钧瓷、龙泉瓷等。近年来，陶瓷艺术与新技术结合，采用高温色釉、新粉彩、综合装饰等技法制成的工艺品为大众所接受和认可。目前中国工艺陶瓷出口量是位居第二的墨西哥出口量的7倍有余。但是，中国缺少大型的艺术陶瓷生产企业，目前仍然以家庭作坊生产为主。

## 日用陶瓷

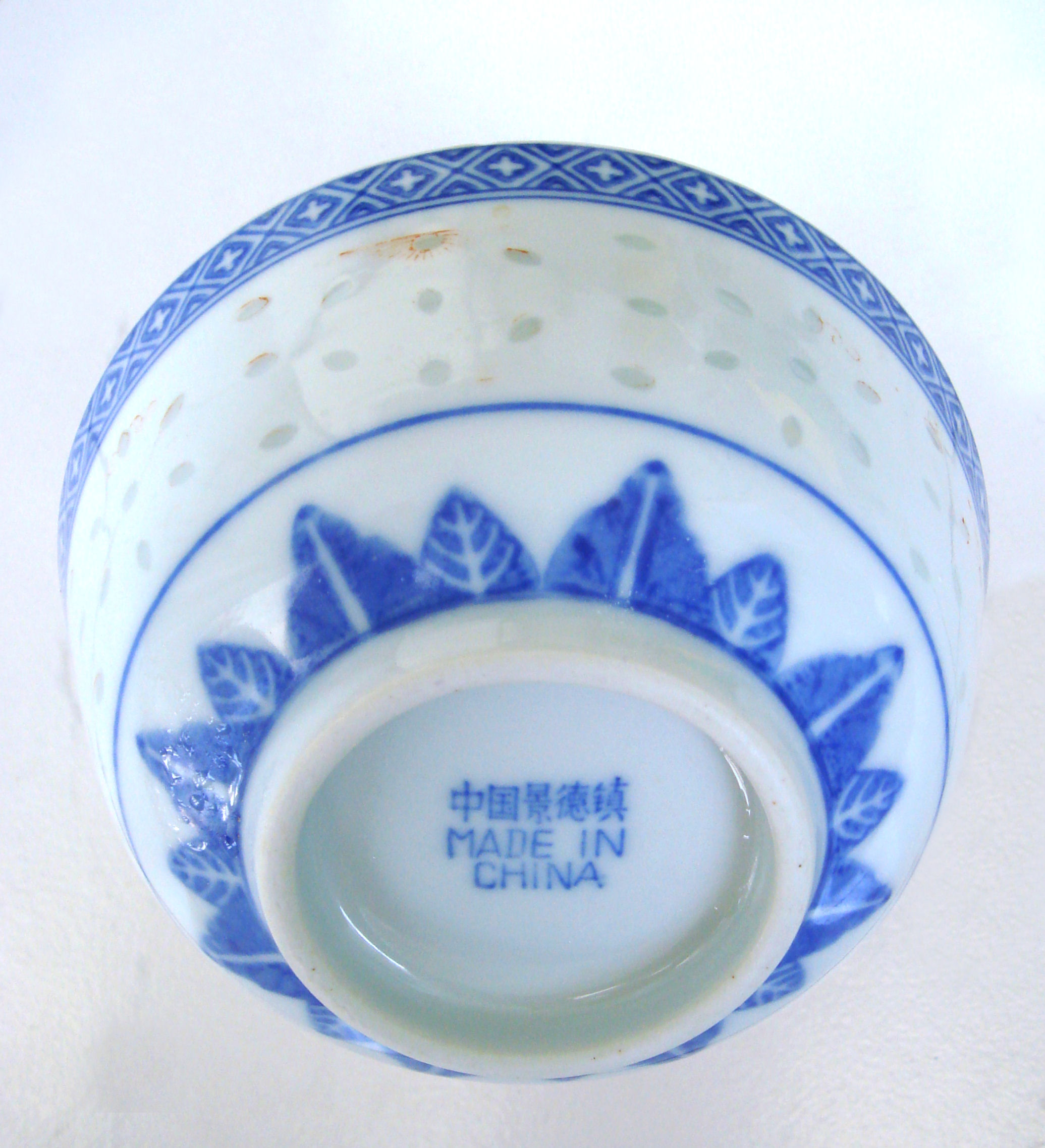
景德镇生产的青花玲珑瓷碗

日用陶瓷包括瓷餐具、陶餐具、厨房器具及其他家用或盥洗用陶瓷器。中国是目前世界上最大的日用陶瓷生产国和最大的日用陶瓷出口国，出口量占全球日用陶瓷出口额的四分之一强，主要出口市场为美国、欧盟、日本和香港。但由于缺乏国际知名品牌，导致出口产品价格低，大部分产品只能靠低廉的价格进入海外中低档市场，许多优质产品也只能打着国外的品牌才能进入高档市场。目前，有近40个国家对中国陶瓷产品出口进行反倾销。2016年，中国日用陶瓷进出口金额55.07亿美元，其中出口54.41亿美元，进口0.66亿美元。

## 建筑陶瓷
建筑陶瓷是指建筑物使用的陶瓷制品，包括陶瓷墙砖、地砖、琉璃瓦等，分为上釉陶瓷和未上釉陶瓷两大类。中华人民共和国的建筑陶瓷业在1980年代前发展缓慢，中高档产品依靠进口。改革开放后，中国先后从意大利、德国引进先进的生产线，再加上劳动力与矿产资源优势，发展迅速。1995年，中国建筑陶瓷产量跃居世界首位；2004年约占世界总产量的50%，其中15～20%出口，主要目标市场是亚洲地区。
2010年，中国建筑陶瓷行业拥有1597家规模以上企业，共实现实现销售收入2900亿元，实现利润总额230亿元。广东佛山、山东淄博、河北唐山、福建晋江磁灶镇为中国四大建筑陶瓷生产基地。其中佛山2010年建筑陶瓷产量达12.2亿平方米，规模以上工业总产值758.4亿元，是全国乃至全球最大的建筑陶瓷生产和出口基地。

## 特种陶瓷

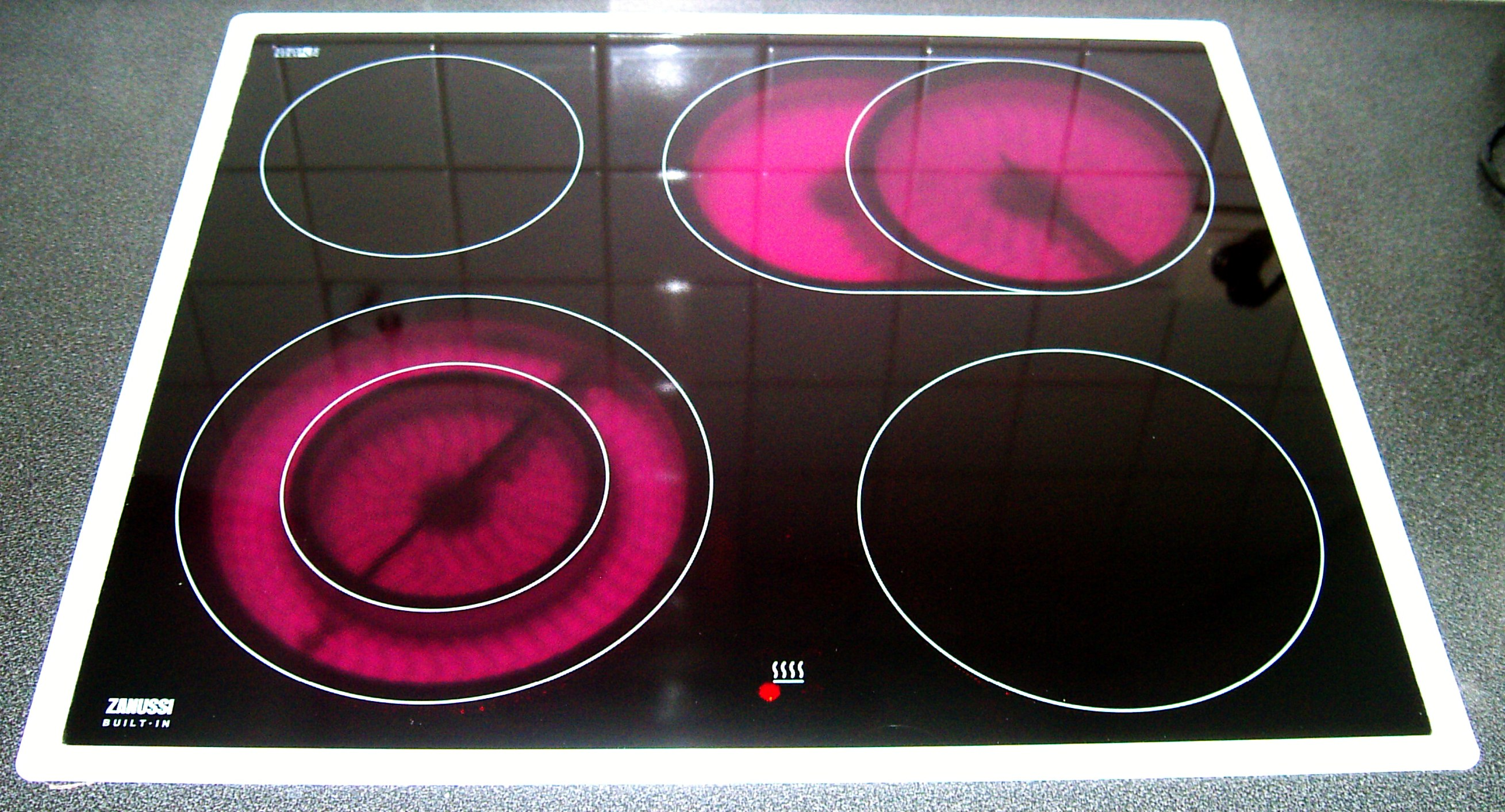
电陶炉使用玻璃陶瓷面板。

特种陶瓷一般以氧化物、氮化物、硅化物、硼化物、碳化物等为主要原料，具有高熔点、高硬度、高耐磨性、重量轻等优点以及具有特殊的声、光、电、磁等特性，包括电子陶瓷、介电陶瓷、压敏陶瓷、玻璃陶瓷等多种类型，广泛应用于机械、电子、化工、冶炼、能源、医学、激光、核反应、宇航等方面。由于特种陶瓷的制造工艺复杂，技术要求高。中国未掌握先进的生产工艺及控制技术情况下，存在产品质量品质差、成品率低等问题。